# Sypna omicronigera
Sypna omicronigera là một loài bướm đêm trong họ Erebidae.